# Veronica paysonii
Veronica paysonii är en grobladsväxtart som först beskrevs av Francis Whittier Pennell och L.O.Williams, och fick sitt nu gällande namn av M.M.Mart.Ort. och Albach. Veronica paysonii ingår i släktet veronikor, och familjen grobladsväxter. Inga underarter finns listade i Catalogue of Life.